# Pierre Lanneret
Pierre Lanneret, alias Camille, alias Ernest Rayner, né en novembre 1921 à Auxerre (Yonne) et mort le 17 mai 1993 à San Francisco (Californie), est un résistant et militant conseilliste français.

## Biographie

### Naissance
Pierre Lanneret naît en novembre 1921 à Auxerre, d'un père invalide de guerre et d'une mère femme de ménage.

### Entre-deux-guerres
Issu d'une famille ouvrière, il se distingue d’abord par son anticléricalisme. Il quitte l'école après le certificat d’études primaires pour devenir apprenti typographe, ce qui restera sa profession jusqu’à sa retraite. Adolescent, il rencontre un instituteur, Luaz, proche du groupe trotskiste Parti ouvrier internationaliste (POI). Il se retrouve vers 1938 membre des Jeunesses socialistes révolutionnaires, section des jeunes du POI. Dans une permanence des Jeunesses socialistes, il fait la connaissance d'un autre jeune travailleur, Roger Bossière, alors influencé par l’anarchisme. Ils discutent de la guerre civile espagnole et des journées de mai 1937, et établissent une relation amicale qui se développera durant la guerre. Ils étudient ensemble l’espéranto et rejoignent un groupe d’espérantistes pacifistes, dans lequel ils resteront jusqu’à la guerre.

### La guerre
À la déclaration de la guerre, Pierre Lanneret est trop jeune pour être envoyé au front, mais en 1942 il est requis par le Service du travail obligatoire. Ouvrier en Allemagne, il conserve quelques contacts, dont Roger Bossière, qui vit maintenant à Paris et assiste aux réunions clandestines du Groupe révolutionnaire prolétarien qui vient d'être formé.
Au cours de l'été 1943, une permission lui permet de revenir en France dont il ne repartira pas, devenant réfractaire sous le pseudonyme de Camille. Il participe alors au Groupe révolutionnaire prolétarien.

### Après-guerre
À la Libération, en 1944, il reprend son travail de typographe et entre comme « sous-marin » du Groupe révolutionnaire prolétarien aux Jeunesses socialistes. En 1945, il quitte le GRP et adhère au groupe « Contre le courant », issu d'une scission de l'Organisation communiste révolutionnaire. Avec les autres membres de ce groupe, il rejoint en janvier 1946, la Fraction française de la gauche communiste internationale, se rattachant au courant dit la « Gauche italienne », influencé par Bordiga. En mai 1950, il fait partie des militants qui quittent ce groupe pour rejoindre Socialisme ou Barbarie.
Il émigre en avril 1951 au Canada puis en 1958 à San Francisco.
Il est membre du groupe des International Socialists de 1970 à 1975.
De 1976 à 1979, il est l'un des animateurs d'un éphémère groupe de radicaux californiens, « A World to Win », publiant la revue Now and After.

### Mort
Il meurt d'un cancer le 17 mai 1993 à San Francisco.

## Œuvre
- Les internationalistes du "troisième camp" en France pendant la Seconde Guerre mondiale, Ed. Acratie, 1995[6]
  - en anglais : (sous pseudonyme Ernest Rayner) Internationalists In France During The Second World War[7], 1994
    - Traduction en italien : Gli internazionalisti del «terzo campo» in Francia contro la guerra 1939-1945, 2010 [lire en ligne]